# Національний фронт НДР
Національний фронт НДР (нім. Nationale Front der Deutschen Demokratischen Republik, NF), до 1973 — Національний фронт демократичної Німеччини (нім. Nationale Front des Demokratischen Deutschlands) — громадська організація в Східній Німеччині.

## Історія

### Підстава
Заснований 6 грудня 1947 року як «Народний рух за єдність і справедливий світ» (НДЕСМ) (Volksbewegung für Einheit und gerechten Frieden). На II з'їзді руху у 1948 році була утворена Німецька народна рада, головою  був обраний Вільгельм Пік (голова СЄПН), заступниками голови Вільгельм Кюльц (голова ЛДП) і Отто Нушке (голова ХДС). У 1948-1949 році НРЄСС організувало всенародне обговорення запропонованого проекту конституції. 7 жовтня 1949 року Німецька народна рада НРЄСС проголосила себе Тимчасовою Народною палатою Німецької Демократичної Республіки (НДР), прийняла Конституцію НДР, яку визнала радянська окупаційна адміністрація, всі землі в радянській зоні окупації і магістрат Берліну. Штаб-квартира Національного фронту НДР перебувала в центрі Берліна у корпусі Орденського палацу.

### Підпорядкування СЄПН
7 січня 1950 року НРЄСС було перейменовано в Національний фронт демократичної Німеччини (НФДН), в якості колективних членів до нього увійшли всі легальні політичні партії НДР — СЄПН, ЛДПГ, НДПН, ДКПГ, НДПН, а також найбільший профцентр, політичні рухи — СВНМ, ДЖСГ, КСДОГ, а також громадські організації, була введена посада президента НФДН, на яку був обраний безпартійний вчений-хімік Еріх Корренс. У середині 1950 року було прийнято рішення про висунення НФДГ єдиних списків на східнонімецьких парламентських, регіональних і місцевих виборах 1950 року і всіх наступних виборах, весь список був розділений на квоти від партій і деяких інших організацій (СВНМ, ССНП, КСДОН та ін.), при цьому СЄПН отримувала найбільшу квоту.

### У 1950-1989 рр .
При відсутності альтернативи, список Фронту "перемагав" на виборах практично одноголосно.

### Ліквідація
5 грудня 1989 року Національний фронт покинули ХДС і ЛДПН, у зв'язку з чим фронт втратив своє значення. 16 грудня правляча партія Соціалістична єдина партія Німеччини була перетворена у Партію демократичного соціалізму і дистанціювалася від колишньої політики СЄПН. 20 лютого 1990 року поправка до конституції НДР виключила згадки Національного фронту.

## Організаційна структура
Структура місцевих організацій:
- Вищий рівень — окружні організації (до 1952 року — земельні організації) у кожному з округів
- Середній рівень — районні організації в кожному з районів, міських районів, міські окружні організації в кожному з міських округів округу Берлін
- Нижчий рівень — місцеві організації в кожному з міст, громад і міських округів

### Центральна організація
Вищий орган — національний конгрес (Nationalkongress, до 1950 року — Німецький народний конгрес за єдність і справедливий світ (Deutsche Volkskongress für Einheit und gerechten Frieden), між конгресами — національна рада (Nationalrat), (до 1950 року Німецька народна рада (Deutscher Volksrat), до 1948 року — Постійний комітет Німецького народного конгресу (Ständige Ausschuß des deutschen Volkskongresses), між засіданнями Національної ради — президію національної ради (Präsidium des Nationalrates), вища посадова особа — президент (präsident), виконавчий орган — секретаріат національної ради (sekretariat des nationalrates), вищий ревізійний орган — центральна ревізійна комісія (Zenrale Revisionskomission).

## Голови
- Вільгельм Пік (1948-1950)
- Професор Еріх Корренс (1950-1981)
- Професор Лотар Кольдіц (1981-1989)